# 안드로이드 앱 번들
안드로이드 앱 번들(Android App Bundle)은 안드로이드 애플리케이션 게시 파일 형식이다. 앱 번들에는 애플리케이션의 컴파일된 코드와 리소스가 포함되어야 한다. 이를 통해 앱 스토어에 맞게 APK 파일의 서명 및 생성이 가능하게 되며 앱의 초기 다운로드 크기가 줄어든다. 이 형식에 사용되는 파일 확장자는 ".aab"이다.
구글 플레이에서는 2021년 8월 이후의 모든 신규 앱과 2021년 11월 이후 기존 앱의 모든 업데이트에 안드로이드 앱 번들을 요구한다. 2023년 5월부터 안드로이드 TV에는 AAB가 필수이다.

## 같이 보기
- 안드로이드 소프트웨어 개발
- Apk (파일 포맷)